# هاوتای
هاوتای (انگلیسی: Hawtai) شرکت خودروسازی چینی است، که در سال ۲۰۰۰ تأسیس شد.